# Томс-Ривер: история науки и спасения
Томс-Ривер: история науки и спасения (англ. Toms River: A Story of Science and Salvation) — научно-популярная книга американского автора Дэна Фейгина, изданная в 2013 году. Речь в ней идёт о сбросе промышленных загрязнений химическими компаниями, включая Ciba-Geigy, в Томс-Ривер, штат Нью-Джерси, начиная с 1952 года и до 1980-х годов, а также об эпидемиологических расследованиях очага рака, который впоследствии там появился. Книга получила Пулитцеровскую премию 2014 года за документальную литературу, премию Хелен Бернстайн 2014 года за выдающиеся достижения в журналистике и премию Национальной академии в области коммуникаций 2014 года.

## Издания
- Dan Fagin. Toms River: A Story of Science and Salvation. — Bantam, 2013-03-19. — ISBN 978-0553806533.
- Аудиокнига в исполнении Дэна Уорена[англ.], выпущенная Random House Audio, 19 марта 2013 года
- Электронные издания